# 小泉嘉之
小泉 嘉之（こいずみ よしゆき）は、日本のフィギュアスケート選手（男子シングル）。大阪府出身。1962年、1963年全日本フィギュアスケート選手権2位。

## 経歴
- 1960年 - 国民体育大会に大阪府代表で出場し、高校男子で優勝する[1]。
- 1962年 - 全日本選手権に出場し佐藤信夫に続いて2位に入る。翌年の1963年でも同大会で佐藤に続き2年連続で3位となった[2]

## 主な戦績
| 大会/年      | 1959-60 | 1960-61 | 1961-62 | 1962-63 | 1963-64 |
| ------------ | ------- | ------- | ------- | ------- | ------- |
| 全日本選手権 |         |         |         | 2       | 2       |
| 国民体育大会 | 1       |         |         |         |         |